# Zamach w Kabulu (2016)
Zamach w Kabulu – zamach mający miejsce 23 lipca 2016 roku podczas demonstracji Hazarów na placu Dehmazang w Kabulu, stolicy Afganistanu. Do zamachu przyznało się Państwo Islamskie. W wyniku zamachu zginęło 80 osób, zaś 231 zostało rannych.

## Przebieg
Do zamachu doszło w trakcie kilkutysięcznego protestu społeczności Hazarów, domagających się przesunięcia planowanej linii wysokiego napięcia tak, aby przebiegała ona przez zamieszkane przez nich prowincje. Jak podała miejscowa policja, trzech zamachowców próbowało odpalić ładunki wybuchowe w tłumie. Udało się to tylko jednemu z nich – u drugiego mechanizm nie zadziałał, trzeci zaś został zastrzelony przez policję.
Atak został potępiony przez talibów.